# 1836 no jornalismo
Nesta página encontrará referências aos acontecimentos directamente relacionados com o jornalismo ocorridos durante o ano de 1836.

## Eventos
- 23 de setembro — publicação da 1ª edição periódico "O Angrense" na Ilha Terceira (Portugal). Foi publicado até 1910.

## Nascimentos
| Data           | Nome                | Profissão                                                                                    | Nacionalidade                              | Observações | Ref |
| -------------- | ------------------- | -------------------------------------------------------------------------------------------- | ------------------------------------------ | ----------- | --- |
| 5 de fevereiro | Nikolay Dobrolyubov | crítico literário, jornalista, poeta e democrata revolucionário                              | Império Russo                              | m. 1861     |     |
| 2 de março     | John W. Foster      | diplomata, oficial militar, advogado e jornalista                                            | Estados Unidos                             | m. 1917     |     |
| 25 de julho    | Mariano de Carvalho | professor e vogal do Conselho Superior de Instrução Pública, jornalista, político e tradutor | Reino Unido de Portugal, Brasil e Algarves | m. 1905     |     |
| 4 de dezembro  | Quintino Bocaiuva   | jornalista e político                                                                        | Brasil                                     | m. 1912     |     |

## Mortes
| Data        | Nome          | Profissão                          | Nacionalidade | Observações | Ref |
| ----------- | ------------- | ---------------------------------- | ------------- | ----------- | --- |
| 24 de julho | Armand Carrel | jornalista, historiador e ensaísta | França        | n. 1800     |     |